# Lasers
Lasers è il terzo album discografico in studio del rapper statunitense Lupe Fiasco, pubblicato nel 2011.

## Tracce
1. Letting Go (featuring Sarah Green) – 4:26 (Wasalu Jaco, David "King David" Manzoor) – King David
2. Words I Never Said (featuring Skylar Grey) – 4:16 (Jaco, Holly Hafermann, Alexander Grant) – Alex da Kid
3. Till I Get There – 3:23 (Jaco, Khari Cain, Ricky Rutland, Khalil Walton) – Needlz
4. I Don't Wanna Care Right Now (featuring MDMA) – 4:15 (Jaco, Jason "Poo Bear" Boyd, Jimmy Gannos, Dominic Jordan) – The Audibles
5. Out of My Head (featuring Trey Songz) – 3:24 (Jaco, Arden Altino, Jerry Duplessis, Ronnie Jackson, Jesse Wilson, Miykal Snoddy) – Miykal Snoddy
6. The Show Goes On – 3:56 (Jaco, Isaac Brock, Dustin Brower, Jonathon Brown, Dann Gallucci, Daniel Johnson, Eric Judy) – Kane Beatz
7. Beautiful Lasers (2 Ways) (featuring MDMA) – 4:01 (Jaco, Boyd, Manzoor) – King David
8. Coming Up (featuring MDMA) – 3:58 (Jaco, Boyd, Manzoor) – King David
9. State Run Radio (featuring Matt Mahaffey) – 3:57 (Jaco, Manzoor) – King David
10. Break the Chain (featuring Eric Turner & Sway) – 4:21 (Jaco, Eric Turner, Eshraque Mughal, Derek Safo) – iSHi
11. All Black Everything – 3:40 (Jaco, Wizzo Buchanan, Sammy Fain, Irving Kahal) – The Buchanans
12. Never Forget You (featuring John Legend) – 4:04 (Jaco, Altino, Duplessis, John Stephens, Reginald Perry) – Jerry Duplessis, Syience, Arden Altino
13. I'm Beamin' (Bonus track) – 4:48 (Jaco, Pharrell Williams, Chad Hugo) – The Neptunes
14. Shining Down (featuring Matthew Santos) (Bonus track) – 4:34 (Jaco, Matthew Santos, Rudolph Lopez) – Soundtrakk

## Classifiche
- Billboard 200 - #1[1]
- Official Albums Chart - #25[2]